# Relieken van de Dood
De Relieken van de Dood (Engels: Deathly Hallows) zijn objecten uit Harry Potter en de Relieken van de Dood, het zevende Harry Potter-boek van de Britse schrijfster J.K. Rowling.
Wanneer één persoon rechtmatig eigenaar van deze drie objecten is, mag deze persoon zich Meester van de Dood noemen.

Uiteindelijk mag Harry Potter zich zo noemen nadat hij Heer Voldemort had verslagen en de meester van de Zegevlier werd.

(Hij had al de Onzichtbaarheidsmantel (1e boek) en de Steen van Wederkeer in boek 7 van Perkamentus gekregen)
De drie Relieken zijn:
- de Zegevlier (de Elder Wand)
- de Steen van Wederkeer (de Resurrection Stone)
- de Mantel van Onzichtbaarheid (de Cloak of Invisibility)

De drie objecten worden verenigd in een symbool: de Zegevlier is de verticale streep, de Steen is de cirkel, en de Onzichtbaarheidsmantel is de driehoek. Omdat Gellert Grindelwald, de beruchte duistere tovenaar die door Albus Perkamentus werd verslagen, het symbool gebruikte wordt het door de meeste tovenaars uit continentaal Europa als een duister teken gezien, al was het dat oorspronkelijk niet. Viktor Kruml legt Harry uit dat sommige jonge tovenaars het symbool weleens voor de grap tekenen, waarna hen op hardhandige wijze door familieleden van Grindelwalds slachtoffers wordt geleerd dat dergelijke grappen niet leuk zijn.

## Verhaal
Gaandeweg in het boek Harry Potter en de Relieken van de Dood wordt er meer duidelijk over de Relieken. Albus Perkamentus laat Hermelien Griffel het boek The Tales of Beedle the Bard (De Vertelsels van Baker de Bard) na. Dit is een sprookjesboek, geschreven in runen. In een van de sprookjes, The Tale of the Three Brothers (Het Verhaal van de Drie Gebroeders), wordt het ontstaan van de Relieken verteld.
Drie broers kwamen op hun reis bij een rivier, die te diep en gevaarlijk was om doorheen te waden. Omdat ze de toverkunst beheersten konden ze een brug over de rivier maken. Op het midden van de brug kwamen ze de Dood tegen. Deze was kwaad omdat ze erin waren geslaagd ongedeerd de rivier over te steken terwijl de meeste reizigers hier omkwamen.
Hij wendde voor blij te zijn dat er mensen overheen waren gekomen en zei dat elk van hen een prijs verdiende.
De oudste broer, die een strijder was, vroeg om een onoverwinnelijke toverstaf, die een overwinnaar van de Dood waardig was. De Dood haalde een tak van een vlierboom en maakte er een toverstaf van.
De middelste broer, die nogal arrogant was, vroeg om een steen om doden mee tot leven te wekken, om de Dood nog meer te vernederen. De Dood pakte een steen op van de oever en zei dat deze nu de kracht had om doden tot leven te wekken.
De jongste broer, die de nederigste en verstandigste was, vertrouwde de Dood niet, en vroeg om iets om mee verder te gaan zonder door de Dood te worden gevolgd. De Dood deed met tegenzin zijn onzichtbaarheidsmantel af en gaf het aan hem.
Hierna vertrok de Dood en gingen de broers verder op stap.
Later volgden de broers ieder hun eigen pad. De oudste ging duels aan, die hij altijd won, en schepte op over zijn staf. Op een nacht, toen hij sliep, sloop een jaloerse tovenaar naar hem toe, sneed zijn keel door, en stal de staf.
De middelste had een huis, maar woonde alleen, en op een dag haalde hij zijn steen tevoorschijn en draaide hem drie keer in zijn hand, zoals de Dood gezegd had. De geest van zijn geliefde verscheen, maar ze kon daar niet blijven, en verdween weer. De broer, die hierdoor gek was geworden, pleegde zelfmoord om zijn geliefde te kunnen volgen.
De jongste broer bleef leven, want hij was voor de Dood onzichtbaar dankzij zijn mantel, en werd pas gevonden toen hij hem uit eigen vrije wil afdeed en aan zijn zoon gaf. Toen ontmoette hij de Dood en volgde hem. Hij was de enige van de drie broers die zelf besloot wanneer te sterven.
Op het kerkhof van Goderics Eind zag Hermelien het symbool van de Relieken op de grafsteen staan van Ignotus Prosper. Toen beseften ze dat de Prospers de broers uit het sprookje waren; Antioch (de oudste), Cadmus (de middelste) en Ignotus (de jongste).
Harry ontdekt dat zijn onzichtbaarheidsmantel dezelfde is als die van Ignotus, en dat hij dus Ignotus' afstammeling is, want de mantel werd doorgegeven van vader op zoon. Hij herinnert zich ook dat Asmodom Mergel (Voldemorts grootvader) een ring had met een steen met het wapen van de Prospers erop. Hij concludeert dat die ring de Steen van Wederkeer moet bevatten. De Mergels zijn dus afstammelingen van Cadmus, Harry en Voldemort zijn dus verwant aan elkaar door de broers. Harry realiseert zich dat dat wat Voldemort aan het zoeken is, de Zegevlier moet zijn.
Aan het einde van het zevende boek ontdekt Harry dat de Steen van Wederkeer in de Snaai zit die Perkamentus hem heeft nagelaten. In het laatste duel blijkt dat Voldemort de Zegevlier bezit.

## Zegevlier
De Zegevlier is de sterkste toverstaf die er bestaat. Er wordt zelfs beweerd dat men er geen enkel duel mee kan verliezen, maar dat is niet geheel waar. Dit Reliek is het makkelijkst te volgen in de geschiedenis. De staf heeft een kern gemaakt van een haar van een Terzieler.
Volgens Xenofilus Leeflang liep het spoor dood tijdens een groot duel. Hierbij werd de eigenaar Simon de Slegte overmeesterd door Arcus en Livius en is een van hen er met de staf vandoor gegaan. De toverstokkenmaker Stavlov was ooit in het bezit geweest van de staf waarna een blonde tovenaar hem van hem had gestolen. De blonde tovenaar heette Gellert Grindelwald. In het legendarische duel met Albus Perkamentus in 1945 verloor hij en Perkamentus nam de staf mee. Perkamentus gebruikte de staf daarna zelf jarenlang, totdat hij op een fatale avond, na sterk te zijn verzwakt als gevolg van een poging een van Voldemorts Gruzielementen te vinden, werd ontwapend door Draco Malfidus. Draco werd zo de nieuwe meester van de staf, maar besefte dit zelf niet omdat hij de staf niet herkende als zijnde de Zegevlier, en nam de staf niet mee. Na de dood van Perkamentus werd de staf bij het lichaam van Perkamentus opgeborgen in de Witte Tombe.
Na een lange zoektocht vond Voldemort de staf. Hij kon de staf wel gebruiken maar was niet de ware meester van de staf waardoor deze niet op volle kracht voor hem werkte. Voldemort dacht dat Sneep de ware meester was en liet Nagini hem doden. Hij bleek echter nog steeds niet de ware meester van de staf te zijn, want Harry was de laatste die Draco had ontwapend en zijn staf gepakt had, en Draco had Perkamentus ontwapend voordat Sneep hem vermoordde. De staf wist dat Harry zijn ware meester was, en weigerde hem dan ook iets aan te doen. Toen Voldemort toch probeerde Harry te doden met de Zegevlier, sloeg de vloek op hem terug en stierf Voldemort zelf. Harry wilde de staf nadien niet gebruiken. Hij legde die dan ook weer terug in de Witte Tombe, nadat hij eerst zijn oude toverstok van hulst en een Feniksveer ermee herstelde. De kracht van de Zegevlier zou zo verbroken worden als Harry een natuurlijke dood sterft (volgens het boek).
De Zegevlier geeft een enorme macht. Zo kan hij dingen die doorgaans niet mogelijk zijn, zoals een kapotte toverstok weer repareren. Maar de bezitter moet constant op zijn hoede zijn zodat vijanden de stok niet kunnen afpakken. De meeste bezitters raakten verblind door de macht die de staf verschafte, zodat de staf meerdere malen misbruikt is voor persoonlijk gewin en machtswellust. De staf trok hierdoor "een bloedig spoor" door de tovenaarsgeschiedenis. De Zegevlier is daarmee zowel een formidabel wapen als een vloek, want iedere bezitter is de stok eens kwijtgeraakt en de meesten hebben daarbij het leven gelaten. Slechts Perkamentus en Harry zien het in: "De staf brengt alleen maar ellende... en ellende heb ik meer dan genoeg meegemaakt."
De staf kan slechts ten volle gebruikt worden door de persoon die als meester erkend wordt. Meester van de Zegevlier wordt men door de vorige meester te overwinnen. De meeste meesters van de Zegevlier deden dit door hem via verraad of een list van de vorige eigenaar af te pakken, omdat de staf vrijwel onverslaanbaar was in een duel. Alleen van Perkamentus is bekend dat hij de staf wist te veroveren in een duel met de vorige meester, Grindelwald. Daarmee werd tevens het idee dat de eigenaar van de staf onoverwinnelijk zou zijn in een duel ontkracht. Ook hoeft men de vorige meester niet te doden en is het zelfs niet noodzakelijk dat de Zegevlier daadwerkelijk bij de confrontatie aanwezig is.
| Meesters van de Zegevlier | Verslagen door                              | Opmerking |
| ------------------------- | ------------------------------------------- | --- |
| Antiochus Prosper         | Onbekend                                    | Hij was de eerste meester van de Zegevlier. |
| Emeric de Wraakzuchtige   | Oswald de Ongenietbare                      | Hij werd vermoord. |
| Oswald de Ongenietbare    | Waarschijnlijk door Godefroot               | Hij werd waarschijnlijk vermoord door Godefroot. |
| Godefroot                 | Halewijn                                    | Hij werd vermoord door zijn eigen zoon. |
| Halewijn                  | Onbekend                                    | Waarschijnlijk werd hij vermoord door Barnabas Dastaard. |
| Barnabas Dastaard         | Simon de Slegte                             | Hij werd vermoord. |
| Simon de Slegte           | Arcus of Livius                             | Het is niet bekend wie van de twee Simon versloeg en dus de nieuwe meester werd. |
| Arcus of Livius           | Onbekend, het kan zijn dat het Stavlov was. | Hier liep het spoor een aantal jaar dood omdat het niet bekend was wie Arcus / Livius had verslagen. |
| Stavlov                   | Gellert Grindelwald                         | Stavlov was waarschijnlijk een van de eersten die niet werd vermoord toen de stok van eigenaar wisselde. |
| Gellert Grindelwald       | Albus Perkamentus                           | Grindelwald werd verslagen in een legendarisch duel maar niet vermoord. |
| Albus Perkamentus         | Draco Malfidus                              | Draco ontwapende Perkamentus in de Astronomietoren toen hij op het punt stond om hem te vermoorden. Dit maakte Draco eigenaar van de stok. |
| Draco Malfidus            | Harry Potter                                | Harry merkte pas later dat hij meester van de Zegevlier was geworden omdat Draco niet bewust was geweest van het feit dat hij meester was van de machtigste stok op aarde. Harry versloeg Draco (die wel nog zijn oude stok had) in Villa Malfidus en werd dus zonder dat hij het wist eigenaar van de Zegevlier.                                                                           |
| Harry Potter              | Waarschijnlijk niemand                      | Vermoedelijk is Harry de laatste meester van de Zegevlier. In de film is dat zeker, omdat hij de stok breekt en weggooit. In het boek repareert hij zijn eigen stok met de Zegevlier en zegt tegen Perkamentus dat hij de stok teruglegt waar hij vandaan kwam, zodat de macht van de stok zal verdwijnen als Harry overlijdt. Harry vindt dat de stok al genoeg ellende heeft veroorzaakt. |

## De Steen van Wederkeer
Door deze steen driemaal om te draaien kunnen doden weer tot leven worden gewekt. De mensen die met deze steen tot leven worden geroepen leven echter niet echt. Ze komen in een soort "geestvorm" terug en kunnen geen handelingen verrichten.
De Steen was, inmiddels gezet in een ring, doorgegeven van vader op zoon en in de familie van de Mergels terechtgekomen. Voldemort (zelf een afstammeling van de Mergels) besefte niet wat de krachten van deze Steen waren toen hij er een Gruzielement van maakte. Bij Perkamentus' poging de ring te gebruiken raakte zijn hand dusdanig beschadigd dat deze niet meer genas.
Perkamentus liet Harry de Steen na door hem te verstoppen in de Snaai die Harry tijdens zijn eerste Zwerkbalwedstrijd had gevangen. De Snaai zou alleen opengaan wanneer Harry op het punt stond om dood te gaan. Op zijn weg naar Voldemort in het Verboden Bos liet Harry de Steen vallen. Hij besloot vervolgens om er niet meer naar te gaan zoeken.

## De Mantel van Onzichtbaarheid
Deze Mantel van Onzichtbaarheid is de echte onzichtbaarheidsmantel. Het is geen reismantel waar een onzichtbaarheidsbezwering of een andere bezwering op is gebruikt. Het is een mantel die zijn eigenaar voor altijd onzichtbaarheid biedt. Hij blijft eeuwig werken. Geen enkele vloek of bezwering kan hem beschadigen.
Deze Onzichtbaarheidsmantel is tijdens de boeken in het bezit van Harry Potter. Andere mensen die hem hebben gehad zijn onder anderen James Potter en Albus Perkamentus. De man die hem volgens het sprookje gekregen heeft, Ignotus Prosper, is een voorouder van Harry en is begraven in Goderics Eind.